# Garbate

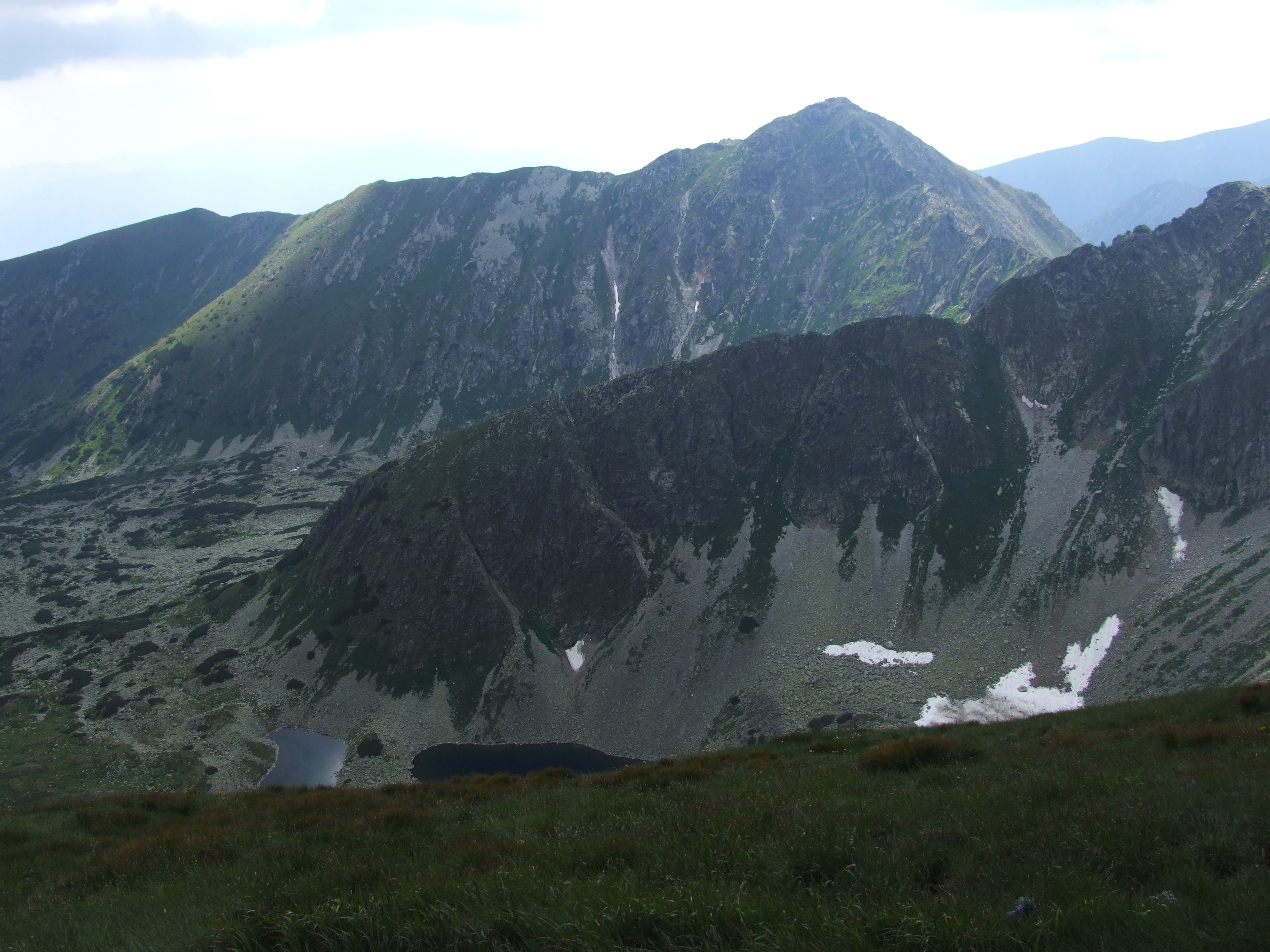
Garbate na środku (nad Bystrymi Stawami). Widok z południowo-wschodniej grani Bystrej (Kobyły)

Garbate (słow. Hrbáč) – krótka grań lub grzęda odchodząca w północnym kierunku od Małej Bystrej w słowackich Tatrach Zachodnich. Opada ona do Doliny Bystrej, rozdzielając jej najwyższą część na dwa odgałęzienia: część zachodnią – kocioł lodowcowy Suchy Zadek ze stawem Anusine Oczko  i część wschodnią – kocioł lodowcowy z trzema Bystrymi Stawami. Garbate jest skaliste i podsypane piargami.